# チョッカクガイ
チョッカクガイ（直角貝）は、オルドビス紀に出現した、直線的な殻を持つ軟体動物門オウムガイ亜綱直角石目の頭足類の総称。特に代表的な属である直角石属（オルソセラス属、Orthoceras）を指す場合もある。オルドビス紀中期の示準化石である。
古生代では直角石目だけではなく様々な目の頭足類が同様の円錐形の殻を持っていたことが知られており、書籍においてはこうした形態の化石頭足類（カメロケラスやエンドセラスのような大型属など）を「チョッカクガイ」と表記することがあるが、このような形態の頭足類がすべて狭義の「チョッカクガイ」の範囲に含まれるわけではない。英語では円錐形の殻を持つ頭足類（白亜紀の異常巻きアンモナイト類を含む）を総称してOrthoconeという単語が使われる場合がある。

## 形態

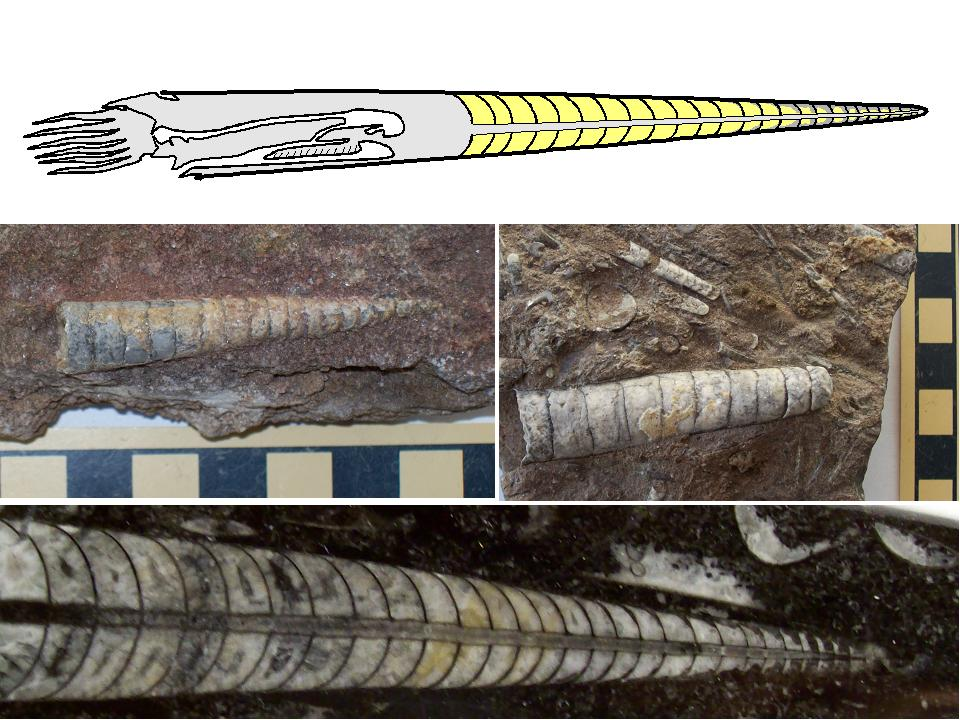
チョッカクガイの断面模式図と化石

和名通り、多くの種が殻が長円錐形となっている。チョッカクガイの体長は、代表属のオルトセラス属で15センチメートルほどである。殻の内部は皿状の隔壁で仕切られており、最も口側の部屋が住房、後部は全て気房（右模式図の黄色部分）である。住房からは殻丁部へ向け、連室細管と呼ばれる管が各気房の中央を貫いて伸びる（右図）。また、殻の表面には網状の模様と、隔壁連結部の縫合線が見られる。
また、殻の口の位置に大二枚、小一枚の、いずれも扇形の石灰質の板が出ることがある。この三枚のとがった側を併せると、一枚の楕円形の石灰板となる。これには二つの復元がある。
- 一枚の楕円板の形で軟体部の上についていて、体を引っ込めたときに蓋になった。
- 肉体部の中に入っていて、顎として使われた。

軟体部については定説がない。ただし、一部のものでは殻の口の周りにひっかいたような痕跡がある化石が見つかっている。これを触手の跡と判断し、5対の触手があったとする説もある。

## 生態
現生の頭足類と同様、肉食性で遊泳生活を送っていた、とする説が一般的である。例えばオルドビス紀に生息していた腕足動物にはチョッカクガイによる攻撃の跡が残されていた。ちなみに腕足動物に刻まれていた傷は治癒した形跡があり、これはチョッカクガイが生きた獲物を襲っていた証拠でもある。
しかし一方で殻の形状や構造から、うまく泳げず、殻を上に軟体部を下にして浮遊生活をしていたとする説や、海底を這い回っていたとする説も存在する。

## 系統
チョッカクガイはオルドビス紀中期からシルル紀中期にかけて繁栄した。現生のオウムガイと形態的な類似点はあるが、チョッカクガイの系統は三畳紀-ジュラ紀ごろに絶滅しており、現生種の直接の祖先ではない。両群の直近の共通祖先はエレスメロセラス目（Ellesmerocerida）の頭足類である。

## バキュリテスとの混同
白亜紀に生息していたアンモナイトの1つであるバキュリテスやその近縁種がチョッカクガイと混同されることが多々ある。それぞれは全く異なる時代に生息し独立して甲殻の構造を進化させており、単なる収斂進化である。
両者には数多くの相違点が存在するが、その中でも大きな差異は縫合線である。殻が溶解・剥離するときに縫合線が生じるが、この縫合線はオルソセラスなどチョッカクガイにおいては単純で、バキュリテスのようなアンモナイトにおいては非常に複雑なものとなっている。